# 奥寛
奥 寛（おく ひろし、1948年5月15日 - ）は、兵庫県出身のプロゴルファー。

## 来歴
1971年にプロ入り。
1981年の三菱ギャランでは強風でスコアを乱す選手が続出し、アンダーパーなしの混戦となった3日目に同日のベストスコア74をマーク。
1983年の兵庫県オープンでは寺本一郎・川上実・一岡義典に次ぎ、十亀賢二・金山和雄と並んでの4位タイに入った。
1985年の関西オープンでは初日を前田新作・磯村芳幸・井上久雄・橘田光弘・宮本省三・井戸木鴻樹と並んでの13位タイでスタートし、2日目には寺本と並んでの6位タイに浮上すると、3日目には山本善隆・寺本・島田幸作と共に3日間首位を走る入江勉に並んだが、最終日には11位に終わった。
1986年の日本プロでは初日を磯崎功・井上・倉本昌弘・石井裕士・中嶋常幸・芹澤信雄・井戸木・山本己沙雄・海老原清治と並んでの11位タイでスタートし、2日目には入野太・海老原と並んでの4位タイに浮上すると、3日目には湯原信光と並んでの5位タイに着け、最終日には近藤守・高橋勝成・磯崎と並んでの13位タイに終わった。
1986年のマルマン日本海オープンでは初日を入野・高橋・岩下吉久と並んでの2位タイでスタートし、2日目には首位に立つが、3日目には高橋・尾崎直道・新井規矩雄と並んで再び2位タイに着け、最終日には高橋と並んでの8位タイに終わった。
1987年の日本プロでは3日目に66をマークして青木功・三上法夫と並んでの8位タイに着け、1991年の関西オープンを最後にレギュラーツアーから引退。
シニア転向後の2003年には日本シニアオープンで最終日に68をマークし、10位に入った。